# Mariene ecoregio Golf van Thailand
De Mariene ecoregio Golf van Thailand (115) (Engels: Gulf of Thailand marine ecoregion) is een biogeografische regio en ligt in het westen van de Grote Oceaan in de Mariene provincie Sundaplat (26) in het Marien rijk Centrale Indo-Pacific. De mariene ecoregio is vastgesteld door het World Wide Fund for Nature en The Nature Conservancy en is vernoemd naar de Golf van Thailand.
In het oosten grenst het gebied aan de mariene ecoregio Zuidelijk Vietnam (116) en in het zuidoosten aan de mariene ecoregio Sundaplat/Javazee (117).

## Geografie
De mariene ecoregio ligt in het westen van de Grote Oceaan voor de oost- en zuidkust van Thailand, voor de zuidwestkust van Cambodja en een stukje van de westkust van Vietnam. Het gebied ligt in de Golf van Thailand en strekt zich uit van de kust ten westen van de Vietnamese stad Cần Thơ tot aan de grens van Thailand met Maleisië.

## Biogeografie
Het gebied kent zeeleven dat houdt van tropische temperaturen.